# Förort

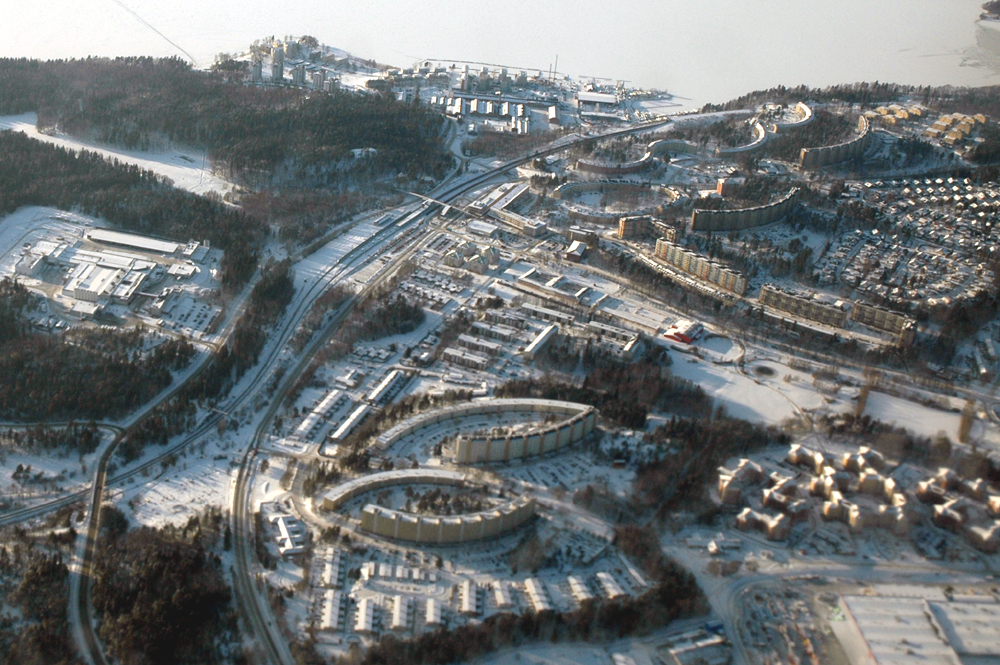
Förorten Kallhäll, i Järfälla kommun, illustrerar rekordårens stadsplanering med omväxlande villor, låga och lite högre flerfamiljshus.

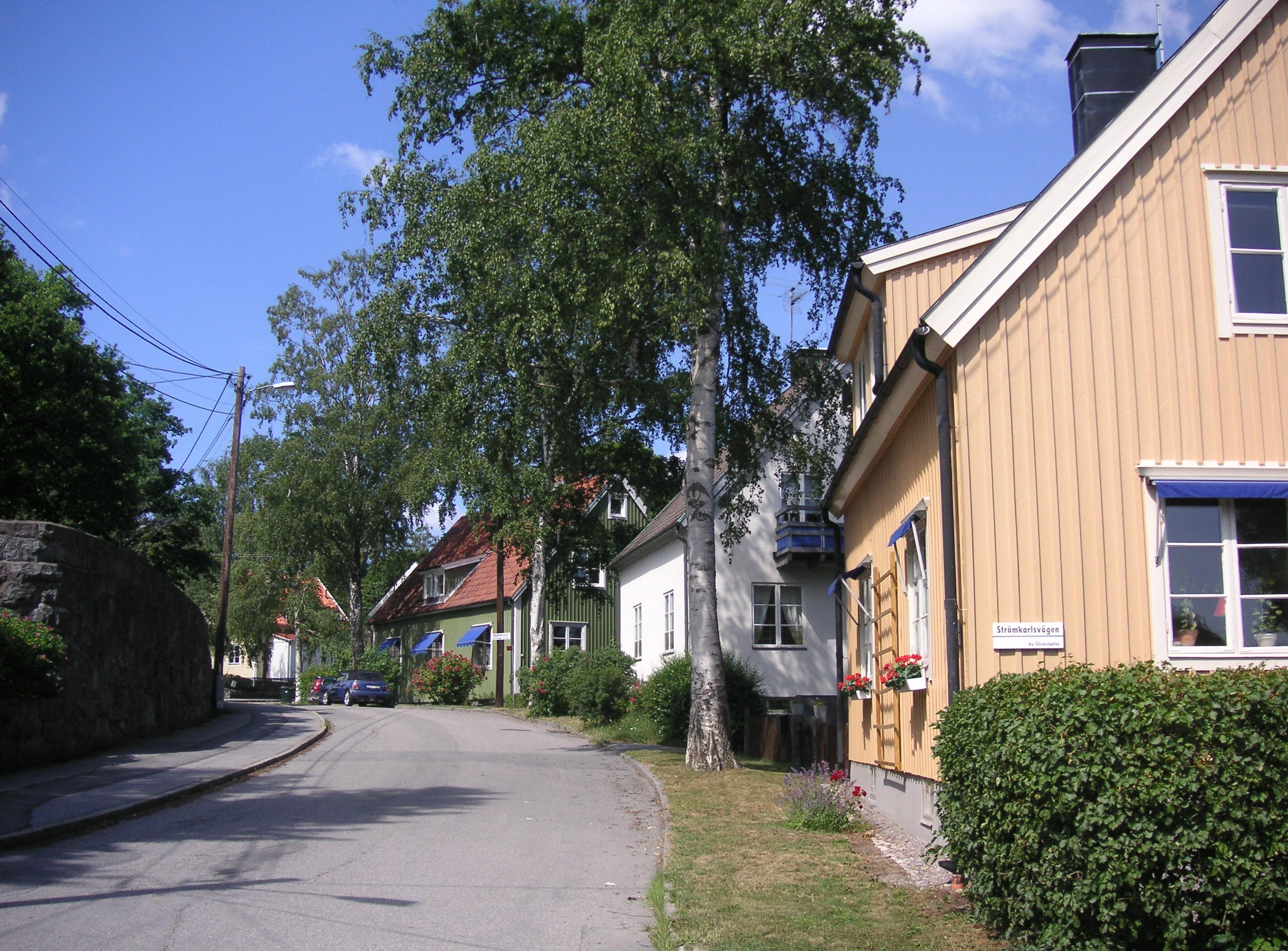
Smedslätten i Bromma i Stockholm.

En förort är ett bebyggt område eller en ort som är beläget i utkanten eller i närheten av en större stad. En förort karaktäriseras oftast av att flertalet av dess invånare regelbundet vistas i den närliggande staden, exempel genom att arbeta där. En förort är typiskt sett främst avsedd för boende och bara i mindre utsträckning för detaljhandel och industri. Förorter kan vara egna kommuner men likaväl vara del av samma kommun som staden den tillhör.

## Förorter i Sverige
De första förorterna i Sverige började byggas 1890[källa behövs] och lanserades som lösningen på stadens problem. Folkhemmets första förort, Traneberg, stod klar i  mitten av 1940-talet. Det finns inget precis definition av begreppet förort, även om begreppet förortskommun används i statistiska sammanhang för en kommun där "mer än 50 procent av nattbefolkningen pendlar till arbetet i någon annan kommun. Det vanligaste utpendlingsmålet skall vara någon av storstäderna." I dagligt tal gäller ofta att småorter, tätorter och yttre stadsdelar i en stadsregion anses vara förorter, oavsett pendlingsförhållande och kommunindelning. Därmed kan till exempel Flemingsberg i Storstockholm och Kungsbacka i Storgöteborg anses som förorter till respektive stad, likväl som områden inom kommungränserna, som Vällingby i Stockholm eller Tynnered i Göteborg.[källa behövs]
Begreppet förort kan också beteckna områden som uppförts under de så kallade miljonprogramsåren. Dessa kan ligga både inom centralortens kommun och utanför. Många av de idag marginaliserade utsatta områden som Bergsjön (Göteborg), Hammarkullen (Göteborg), Tensta-Rinkeby (Stockholm) och Nacksta (Sundsvall) är förstäder som uppfördes under reformen. Därför är det vanligt att beskylla det för att ha skapat segregationen. Valet av betong som synligt byggnadsmaterial, enformig arkitektur, storskalig bebyggelse och torftig utemiljö nämns som typiska drag som gjorde områdena oattraktiva. De som hade råd lämnade efterhand stadsdelarna, och kvar blev människor med svaga ekonomiska resurser, ofta med invandrarbakgrund eller i socialt utanförskap. Ännu starkare klang av låg status finns i den franska motsvarigheten banlieue, medan det engelskspråkiga suburb oftast är ett högstatusbegrepp.[källa behövs] I folkmun gör man ofta skillnad mellan villaförorter och betongförorter.
Ordet "förort" kan också beskriva en typ av planerad miljö som varken är stadsmiljö eller landsbygd. En sådan bebyggelse har begränsad hushöjd, och består nästan enbart av bostäder med ett fåtal offentliga lokaler.

## När- och ytterförort
En närförort är en förort som ligger nära en större stads innerstad. En närförort kan ofta ha en mer innerstadsliknande karaktär än en ytterförort som ligger ytterst i förhållande till en stads centrum. 
Närförorter har ofte äldre bebyggelse och högre befolkningstäthet än ytterförorter.